# الرجل الخفي (فلم 1933)
الرجل الخفي (بالإنجليزية: The Invisible Man)، هي رواية خيال علمي كتبها هربرت جورج ويلز ونشرت في عام 1897. ونشرت في البداية كمسلسل في جريدة بيرسون الأسبوعية في عام 1897، ونشرت كرواية في نفس العام. تدور الرواية حول غريفين، وهو عالم كرس نفسه لأبحاث البصريات، حيث يخترع وسيلة لتغيير معامل الانكسار في الجسم إلى معامل الهواء بحيث يمتص ويعكس أي ضوء، وبالتالي يصبح غير مرئي. ينجح في التجربة بعد أن طبقها على نفسه، ولكنه يفشل في عكس المفعول.

## روابط خارجية
- مقالات تستعمل روابط فنية بلا صلة مع ويكي بيانات